# José Cueto
José Ernesto Cueto Aservi (Lima, 17 de octubre de 1955) es un almirante retirado y político peruano. Es congresista de la república para el periodo 2021-2026 y fue jefe del Comando Conjunto de las Fuerzas Armadas desde 2012 hasta 2013.

## Biografía
Nació en Lima el 17 de octubre de 1955.
Estudio en la Gran Unidad Escolar Bartolomé Herrera, del distrito limeño de San Miguel.
Luego de finalizar sus estudios escolares, ingresó a la Escuela Naval del Perú, de donde egresó en 1976 obteniendo la espada de honor de su promoción con el grado de alférez de fragata. Estudió un posgrado en la Universidad de Piura.

## Carrera en la Marina
En 2003 asumió la Dirección de Intereses Marítimos e Información. Luego, fue jefe del Estado Mayor de la Comandancia General de Operaciones del Pacífico y fue director general de personal de la Marina. Ya como vicealmirante, asume la Comandancia General de Operaciones de la Amazonía en el Vraem. Luego, fue designado inspector general de la Marina en 2009 y jefe del Estado Mayor General de la Marina en 2010.
En 2011 fue designado jefe del Comando Conjunto de las Fuerzas Armadas durante el gobierno de Ollanta Humala. Fue relevado en diciembre de 2013 debido al caso Óscar López Meneses, personaje vinculado al condenado exasesor presidencial Vladimiro Montesinos.

## Carrera política

### Congresista
En las elecciones generales de 2021, fue elegido congresista de la república por Renovación Popular, con 36 770 votos, para el periodo parlamentario 2021-2026.

## Controversias
José Cueto ha expresado públicamente su oposición a la vacunación contra la COVID-19, sugiriendo que el virus fue creado artificialmente con fines de control. Además, ha planteado una teoría conspirativa que involucra a una supuesta alianza entre países que, aunque políticamente no afines a la izquierda, se opondrían a los derechos humanos.
En diciembre de 2022, llamó a «eliminar a esta gente», refiriéndose a los manifestantes que se reunían inicialmente en apoyo al expresidente Pedro Castillo y exigían nuevas elecciones generales. También fue de los primeros en defender en el Congreso el estado de sitio, permitiendo el despliegue del ejército contra los manifestantes. Según la académica Carla Granados Moya, «su influencia es evidente en la retórica que convierte a los manifestantes en terroristas y a cualquier oponente político en un enemigo desde dentro».
Posteriormente, se reunió con oficiales de la Marina de Guerra del Perú en situación de retiro que integran la agrupación anticomunista Unión Naval para solicitar la retirada del embajador de Cuba en Perú, Carlos «el Gallo» Zamora, por supuestamente trabajar como espía del gobierno.
Él es defensor de recibir bonificaciones económicas del Congreso mientras negó que la recesión que atraviesa ese país tenga relación con el Congreso.
Años después, en 2025, comentó a Canal B que seguía creyendo de que el próximo gobernador fuera «comunista, un radical de izquierda o, peor aún, un descendiente del terrorismo». Esto coincide con las nuevas convocatorias para expulsar al ministro del Interior, Juan José Santiváñez, y luego a la presidenta de la República, Dina Boluarte, por el fracaso de las medidas para reforzar la seguridad ciudadana.